# Extasy Records
Extasy Records è una etichetta discografica indipendente Visual kei fondata nell'aprile del 1986 da Yoshiki Hayashi, cofondatore della band X Japan (inizialmente chiamati "X"). 
La prima pubblicazione dell'etichetta fu quindi il singolo degli X Japan Orgasm seguito dall'album di debutto Vanishing Vision del 1988.
Gli anni seguenti firmarono con l'etichetta altre band (tra cui Glay, Luna Sea, Zi:Kill  con il quale produssero le loro prime registrazioni. Extasy Records ha anche supportato una serie di eventi, chiamati Extasy Summit Festivals, al fine di promuovere le proprie band.
Nel settembre del 2007 Yoshiki ha annunciato l'uscita della colonna sonora del film hollywoodiano Catacombs sotto etichetta Extasy Records International. 
La colonna sonora include brani delle band Violet UK e zilch.